# Fürstentum von Pindos
Das Fürstentum von Pindos war während des Zweiten Weltkrieges der Versuch einer Staatsgründung einiger faschistischer Abenteurer im griechischen Pindosgebirge. Das so genannte Fürstentum hatte weder funktionierende Staatsorgane noch ein klar umgrenztes Staatsgebiet. Ebenso wenig war es international anerkannt. Es handelte sich also nicht um einen Staat, vielmehr stand die kurzlebige Schöpfung ganz unter dem Einfluss der italienischen Besatzungsmacht.
Eine Gruppe von faschistischen Abenteurern, die sich Romanische Legion nannte, proklamierte 1941 unter Führung des gebürtigen Aromunen Alcibiades Diamandi (1893–1948) das Fürstentum Pindos (aromunisch: Printsipat di la Pind). Offenbar hatte er zeitweise die Unterstützung des faschistischen Italien, das große Teile Griechenlands besetzt hatte. Propagandistisch wurde die international nicht anerkannte Staatsgründung als Befreiung des romanischen Balkanvolks der Aromunen dargestellt. Hauptstadt des Staatsgebildes war Metsovo, die Volksversammlung, die allerdings nie tagte, war in Trikala vorgesehen. In der Realität hatte die Proklamation der Unabhängigkeit kaum Auswirkungen. Diamandi stellte den Italienern eine Miliz aus dreihundert aromunischen Kämpfern zur Verfügung, die im Kampf gegen griechische Widerstandskämpfer eingesetzt wurden.
Sein Versuch, eine Autonomie unter italienischer Okkupation für die Pindusregion, Epirus, Südalbanien, Thessalien und Griechisch-Makedonien zu erhalten, wurde in der Realität allerdings nie vom italienischen Militär unterstützt. Einige Kämpfer der unter der griechischen Bevölkerung wütenden Legion wurden entwaffnet, jede militärische Zusammenarbeit bald eingestellt. Jegliche Form der Selbstverwaltung wurde von italienischer Seite stets verweigert.
Im Jahre 1942 setzten die Italiener Diamandi schließlich ab, auch weil seine Truppe kaum Unterstützung unter der aromunischen Bevölkerung fand.
Diamandi ging nach Rumänien. 1944 mussten sich die Achsenmächte aus der Gegend zurückziehen. Einige wenige Anhänger der „Fürsten von Pindos“ wurden 1946 wegen Kriegsverbrechen zu Gefängnisstrafen verurteilt. Diamandi wurde 1948 in Bukarest hingerichtet.